# الدخانية
الدخانية بلدة صغيرة قريبة من دمشق، تجاور عين ترما الواقعة في الغوطة الشرقية ومدينة جرمانا ذات الأغلبية المسيحية.